# 中华人民共和国国家人口和计划生育委员会
中华人民共和国国家人口和计划生育委员会，简称国家人口计生委，是中华人民共和国国务院已撤销的负责中华人民共和国人口和计划生育政策的国务院组成部门。
機關曾於1960年代至70年代運作，當時因為政治運行不穩定，因而早期计生委效率不彰，中國人口仍持續飆升。1981年間被稱為「中华人民共和国国家计划生育委员会」，並展開嚴格的计划生育政策，甚至是國務院主要部門之一，生育率也快速下降。2003年改名国家人口计生委，2013年3月，国家人口计生委大規模改組。其拟定计划生育政策、负责计划生育管理与服务的职责与原卫生部的职能，划入新成立的国家卫生和计划生育委员会，其拟订人口发展战略、规划及人口政策职责划入国家发展和改革委员会，但由於高層放寬單獨二孩政策後，發現计生委多年來均誤判生育率，實際上糟糕的生育形勢已經過低並持續過久，

## 沿革

### 初设
1959年到1961年，由於這三年经济困难和人口低谷时期过去后，中華人民共和國政府開始重视计划生育工作，并提出了降低城市人口自然增长率的目标。1962年末，卫生部妇幼卫生司设立了计划生育处，具体负责管理全国的计划生育技术指导工作。
1964年，经国务院批准，国务院计划生育委员会成立，时任国务院秘书长的周荣鑫兼任该委员会的主任。1964年5月，经国务院批准，成立国家科学技术委员会计划生育专业组，统一组织协调全国的计划生育科学研究工作。

### 首次撤銷
1968年11月，国务院计划生育委员会被撤销，计划生育工作仍由卫生部承担。1973年7月，面对人口过快增长的严重压力，国务院成立了国务院计划生育领导小组。华国锋、吴桂贤、陈慕华曾先后兼任该领导小组的组长。国务院计划生育领导小组办公室由卫生部代管。

### 復设
1981年3月，第五届全国人大常委会第十七次会议通过国务院机构改革方案，决定成立中华人民共和国国家计划生育委员会（简称国家计生委），并将其正式纳入政府序列，为国务院组成部门；陈慕华以副总理的身份兼任国家计划生育委员会主任。
2003年3月，第十届全国人大第一次会议决定，将国家计划生育委员会更名为中华人民共和国国家人口和计划生育委员会。

### 二次撤销
2011年初，內地计生部门正在研究允许夫妻一方為獨生子女的问题，考慮適度放宽独生子女的准生門檻。
2013年，国家人口和计划生育委员会撤销，职责并入新组建的中华人民共和国国家卫生和计划生育委员会。
2015年，中国共产党十八届五中全会决定明确提出“促进人口均衡发展，坚持计划生育的基本国策，完善人口发展战略，全面实施一对夫妇可生育两个孩子政策，积极开展应对人口老龄化行动。”2015年12月27日，全国人大常委会表决通过了人口与计划生育法修正案，全面二孩于2016年1月1日起正式实施。
2018年国务院机构改革中，撤销国家卫生和计划生育委员会，组建中华人民共和国国家卫生健康委员会。

## 职责
根据《国家人口和计划生育委员会主要职责内设机构和人员编制规定》，2013年建制撤销前，国家人口计生委承担下列职责：
1. 拟订国家人口发展规划草案，研究人口发展战略，提出统筹解决人口问题的目标和任务建议，研究提出人口与经济、社会、资源、环境协调可持续发展的政策建议。
2. 负责实施全国人口和计划生育中长期规划、年度计划和事业发展规划，对人口和计划生育规划执行情况进行监督和评估，稳定低生育水平。
3. 起草人口和计划生育工作的法律法规草案和政策规定，负责协调推动有关部门、群众团体履行人口和计划生育工作相关职责，促进人口和计划生育方针政策在教育、卫生、文化、就业和社会保障等工作中的衔接配合，会同有关部门提出促进出生人口性别平衡的政策措施。
4. 研究提出促进人口有序流动、合理分布的政策建议，制定流动人口计划生育服务管理规划，负责推动地方建立流动人口计划生育信息共享和公共服务工作机制。
5. 监测人口和计划生育发展动态，提出发布人口和计划生育安全预警预报建议，负责人口和计划生育的信息综合及信息化建设，参与国家人口基础信息库建设。
6. 组织实施计划生育科学研究的总体规划，依法管理人口和计划生育技术服务工作，依法公布有关计划生育科学研究、技术服务重要信息，负责计划生育统计、信息分析工作，研究和依法规范计划生育药具管理制度。
7. 制定人口和计划生育宣传教育工作规划，组织开展人口和计划生育宣传教育工作。
8. 推动实施计划生育的生殖健康促进计划，提高人口素质，协同有关部门降低出生缺陷人口数量。
9. 制定并组织实施人口和计划生育系统干部队伍教育培训规划，指导人口和计划生育公共服务网络体系建设，指导中国计划生育协会的业务工作。
10. 负责人口和计划生育工作的国际交流与合作，负责人口和计划生育国际援助项目的实施。
11. 承办国务院交办的其他事项。

## 机构设置
根据《国家人口和计划生育委员会主要职责内设机构和人员编制规定》，2013年建制撤销前，国家人口计生委设置下列机构：

### 内设机构
- 办公厅
- 政策法规司
- 发展规划与信息司
- 流动人口服务管理司
- 宣传教育司
- 科学技术服务司
- 财务司
- 国际合作司
- 人事司
- 机关党委

### 直属事业单位
- 国家人口和计划生育委员会计划生育监督中心
- 国家人口和计划生育委员会药具管理中心
- 国家人口和计划生育委员会南京人口国际培训中心
- 国家人口和计划生育委员会生殖健康家庭保健中心

## 历任领导
国家计划生育委员会主任
1. 陈慕华（1981年3月－1982年4月）
2. 钱信忠（1982年4月－1983年12月）
3. 王　伟（1983年12月－1988年1月）
4. 彭佩云（1988年1月－1998年3月）
5. 张维庆（1998年3月－2003年3月）

国家人口和计划生育委员会主任
1. 张维庆（2003年3月－2008年3月）
2. 李　斌（2008年3月－2011年12月）
3. 王　侠（2011年12月－2013年3月）

### 引用
1. 1 2 3 4 5  . 北京晨报. 人民网. 2013年3月11日  [2015年11月2日]. （原始内容存档于2020年11月5日）.